# Caroli de Aquino
Caroli de Aquino fue un jesuita, escritor, poeta, lexícógrafo, traductor y profesor italiano, nacido en Nápoles en 1654 y fallecido en 1737.
Y el Padre Carlos de Aquino en su Lexicon Militar y Monseñor Du Cange en su Glosario adoptan la misma expresión (ocularium, oculare de la que deriva visorium palabra toscana que es la visera de la celada o yelmo), aunque con la diferencia que el Padre Aquino dice Ocularium foramen galeæ.... (cita de la obra de Juan Enrique de Graef, Discursos mercuriales, Madrid: Juan de San Miguel, 1756).

## Biografía
Caroli pertenecía a una familia descendiente de los duques de Aquino en el Reino de Nápoles, y su padre era Bartolomeo, príncipe de Caramanico y su madre era Barbara Stampa, milanesa de la familia de los marqueses de Soncino.
Caroli entró el la Compañía de Jesús a la edad de 15 años y enseñó por espacio de 18 años con mucha brillantez la retórica en el "Collegio Romano" y fue prefecto de los estudios y luego secretario.
Posteriormente, Caroli, fue rector del colegio de Ribuli, y habiendo regresado a la capital del mundo cristiano, Roma, en donde falleció.
Caroli fue individuo de la Academia de Ciencias y de la Arcadia de Roma, adoptando el nombre de "Alcone Sirio", y sus obras escritas en latín fueron muy apreciadas, tanto por la elección de los temas, como por el estilo y erudición que campean en ellas, y sus trabajos muy numeroso también en italiano, y sus primeros trabajos fueron de política literaria y más tarde escribió diccionarios.

## Obras
- Carmina, Roma, 3 vols, 1701 a 1703:
  - El primer volumen consta de seis libros de epigramas, un libro de miscenaleas y una seriosa parodia a odas atribuidas a Anacreonte, bajo el título Anacreonte Recantatus. Caroli, luego publicó una traducción al italiano de las citadas odas bajo el título Palinodie Anacreontiche.
  - El segundo volumen comienza con dos libros de Heroica, uno de los cuales es la coronación de Jaime II de Inglaterra; dos libros de elegías; uno de lírica.
  - El tercer volumen con doce sátiras.
- Commedia di Dante Alighieri trasportata in Verso Latino Eroico.- Es su gran trabajo poético publicado en 1728, una traducción de la Divina Comedia de Dante. En la edición de 1830, Florencia Antonio Catellacci dijo que era digno de confianza y elegante la obra de Aquino, en el prefacio de su propia versión en latín del L'Infierno di Dante, Pisa, 1819. Unos cuantos pasajes contra la corte de Roma son omitidos, porque Aquino no obtuviera permiso para publicarla en esta ciudad, en la cual, la edición de Dante no aparecía todavía, y el latín fue acompañado con el texto original, con un pequeño trabajo de similitudes, impresa en Roma por B. Rocco. (Saverio Bettinelli publicó "Disertación académica sobre Dante" y Gasparo Gozzi "Defensa de Dante")
- Fragmenta Historica de Bello Hungarico, comenzada a petición del Padre Avancini, conectado con la Corte Imperial, que le proporcionó materiales, hasta el fallecimiento del citado Padre, misceláneas históricas de las guerras de Hungría hasta Leopoldo, hasta las turbulencias de Emérico Thököly.
- Lexicon militare, obra sobre terminología militar con numerosas citas de Ariosto, Tasso, Pulci e incluso Petrarca e utilizó notas sobre la cosa militar de un jesuita anterior a él Albertus de Albertis (1593-1676) tridentino, profesor de retórica, matemáticas y filosofía en Milán ( autor de "Thesaurus..."; "Paradoxa moralia"; "Eloquentiae cum sacrae"; "Latinae linguae Sicilimenta"; "Dissertatio de scitis, ac placitis Latinitatis,.."; "Novacula, Dentiscalpium,..."; "Nueva edición del diccionario" del agustino Ambrosio Calepino (1435-1511), junto a otros Padres del Collegio Romano, y otras obras). La obra se publicó en 2 volúmenes por Antonio de Rubeis en 1724, y en 1727 publicó Additiones ad Lexicon militare ´(posteriormente, Antonio Soliani Raschini publicó Dizionario militare istorico-critico, Venecia, 1759, y en el siglo XIX publicaron otros diccionarios militares Grassi y Mariano d'Ajala)
- Miscellaneorum Libri III, Roma, 1725, 8.º. Contiene esta obra algunas misceláneas críticas y filológicas de autores clásicos y modernos
- Nomenclator Agriculturae, obra sobre agricultura.
- Oraciones, Roma, 1704, 2 vols. La más interesesante es la dedicada a la muerte de Jaime II realizada por el cardenal Barberini en la iglesia de San Lorenzo de Roma, y este trabajo fue primeramente publicado con el título de Sacra Exequialia, in funere Jacobi II...., Roma, 1702, fólio pequeño (mencionada por Clement como muy rara)
- Vocabularium architecturae aedificatoriae, obra sobre terminología de arquitectura, con observaciones favorables de Comolli en su obra Bibliografía dell'Architettura Civile, y se hizo en el 2011 una reproducción de la obra por BiblioBazaar.